# مارتن ميلر (لاعب كريكت)
مارتن ميلر (18 مارس 1972 في المملكة المتحدة - )  (بالإنجليزية: Martin Miller)‏ هو لاعب كريكت بريطاني. لعب مع Dorset County Cricket Club ‏.